# Komura Jutarō

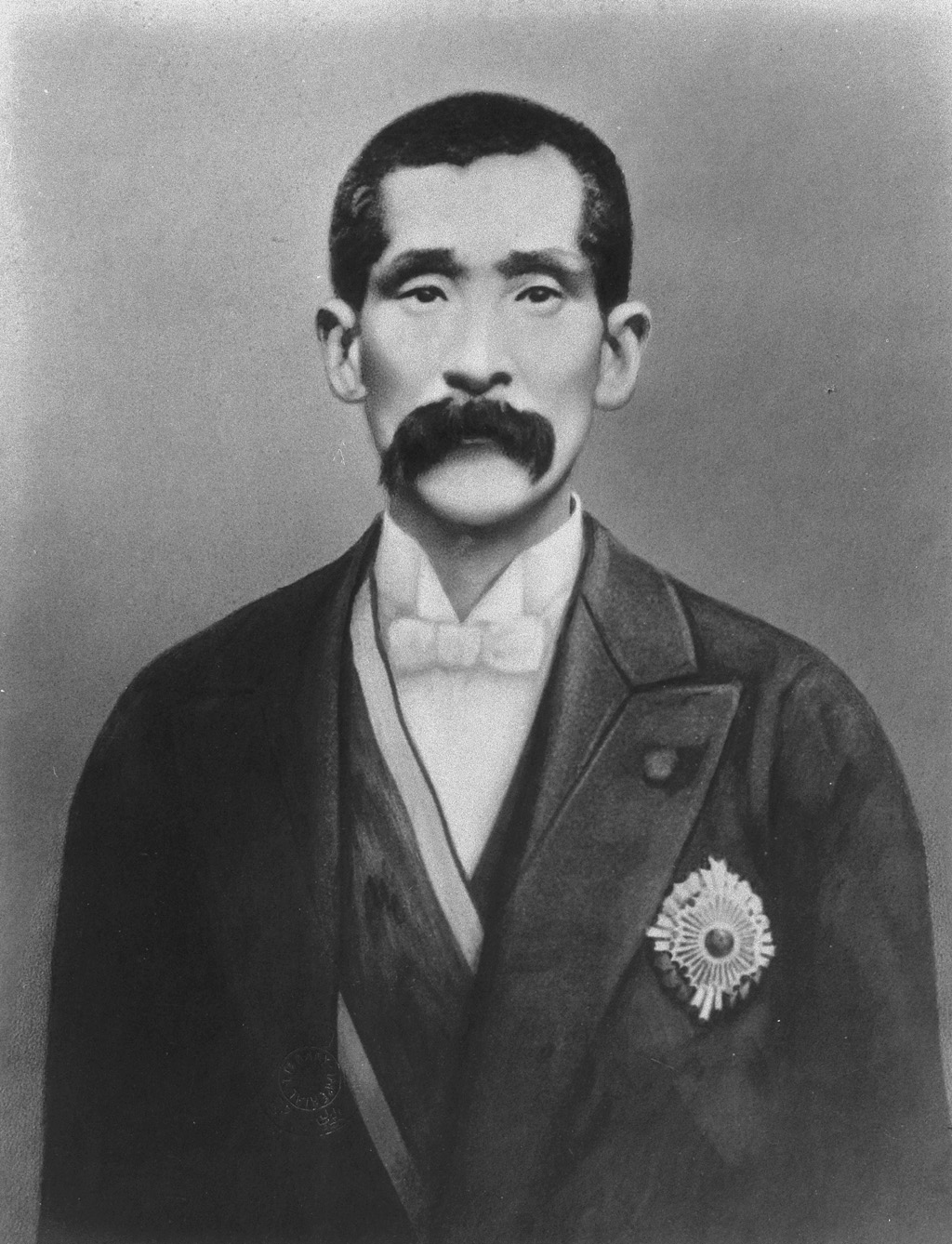
Komura Jutarō

Marquês Komura Jutarō, GCB, GCMG, GCVO (小村 壽太郞; 16 de setembro de 1855 - 25 de novembro de 1911) foi um estadista e diplomata japonês.

## Juventude
Komura nasceu em uma família samurai de baixo escalão a serviço do Domínio Obi na Província de Hyūga de Kyushu (atual Nichinan, Prefeitura de Miyazaki). Frequentou a Daigaku Nankō, a predecessora da Universidade Imperial de Tóquio. Em 1875, foi selecionado pelo Ministério da Educação como um dos primeiros estudantes a estudar no exterior com uma bolsa de estudos governamental. Na Universidade Harvard, Komura dividiu alojamento com o colega estudante japonês Kaneko Kentarō. Komura graduou-se na Escola de Direito de Harvard em 1878.
Enquanto estava em Harvard, Kaneko e Komura visitaram a casa de Alexander Graham Bell e falaram em um telefone experimental com outro estudante japonês, Izawa Shunji. Segundo Bell, esta foi a primeira vez que qualquer idioma além do inglês foi falado na nova invenção.

## Carreira
Em 1880, Komura ingressou no Ministério da Justiça e, após servir como juiz da Suprema Corte do Japão, transferiu-se em 1884 para o Departamento de Tradução do Ministério das Relações Exteriores.

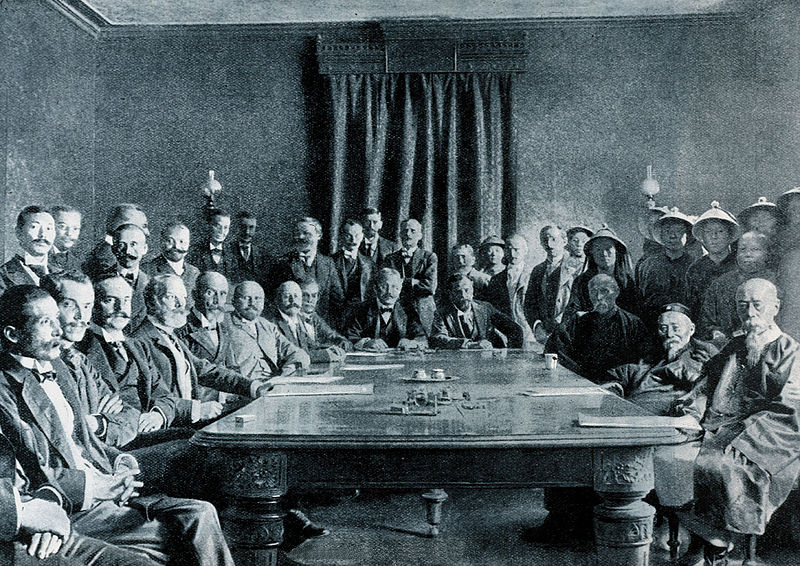
Assinatura do Protocolo Boxer. À esquerda, da esquerda para a direita: F.M Knobel dos Países Baixos (apenas suas mãos são visíveis); K. Jutaro do Japão; G. S. Raggi da Itália; Joostens da Bélgica; C. von Walhborn da Áustria-Hungria; B. J. Cologán da Espanha; M. von Giers da Rússia; A. Mumm do Império Alemão; E. M. Satow do Reino Unido; W. W. Rockhill dos Estados Unidos; P. Beau da França; I-Kuang; Li Hongzhang; Príncipe Qing

Em 1893, Komura era o encarregado de negócios na legação japonesa em Pequim, na dinastia Qing da China. Nessa posição, ele comunicou ao governo chinês a intenção do Japão de enviar tropas para a Coreia sob as disposições do Tratado de Tientsin para reprimir a Rebelião Tonghak, o que levou à Primeira Guerra Sino-Japonesa. Durante a guerra, Komura foi nomeado administrador civil para os territórios que o Japão havia capturado na Manchúria. Ele também foi uma figura-chave nas negociações para encerrar a guerra, culminando no Tratado de Shimonoseki, que ajudou a redigir.
Após o assassinato da Rainha Min da Coreia, Komura foi enviado para substituir Miura Gorō como ministro japonês na Coreia. Em sua posição como ministro residente na Coreia, negociou o Memorando Komura-Weber em maio de 1896 com seu homólogo russo, Karl Ivanovich Weber, para permitir interferência conjunta nos assuntos internos coreanos pelos impérios japonês e russo.
Komura serviu como Vice-Ministro das Relações Exteriores até setembro de 1898, quando foi nomeado embaixador em Washington, D.C.
Em setembro de 1901, Komura tornou-se Ministro das Relações Exteriores sob a primeira administração Katsura, e assinou o Protocolo Boxer em nome do Japão. Foi elevado à nobreza kazoku com o título de barão (danshaku) em 1902 e condecorado com a 1ª classe da Ordem do Sol Nascente.
Em 1902, Komura ajudou a concluir a Aliança Anglo-Japonesa em 1902. Seu mandato como ministro das relações exteriores foi marcado por tensões crescentes entre Japão e Rússia sobre a Coreia e Manchúria, que culminaram na Guerra Russo-Japonesa em 1904–1905.

Negociando o Tratado de Portsmouth (1905). Da esquerda para a direita: os russos do lado mais distante da mesa são Korostovetz, Nabokov, Witte, Rosen, Plancon, e os japoneses do lado mais próximo da mesa são Adachi, Ochiai, Komura, Takahira, Satō. A grande mesa de conferência agora está preservada no Museu Meiji Mura na Prefeitura de Inuyama, Aichi, Japão.

 Após a retirada das forças russas na região, os diplomatas russos Witte e Rosen e seus colegas japoneses Takahira Ochiai, Komura e outros se reuniram em Portsmouth para assinar o tratado de paz. Durante as negociações, Witte tentou manter os direitos da Rússia na parte sul da ilha de Sacalina, referindo-se ao Tratado de São Petersburgo (1875), que deu as Ilhas Curis ao Japão em troca dos direitos russos em Sacalina, mas Komura declarou que "a guerra cancela todos os tratados."
A guerra foi encerrada com a assinatura de Komura em nome do governo japonês do Tratado de Portsmouth, que foi altamente impopular no Japão e levou ao incidente incendiário de Hibiya.
Komura também se encontrou com E. H. Harriman, o magnata ferroviário americano, para propor um empreendimento conjunto entre o conglomerado de Harriman e o Japão para o desenvolvimento da Ferrovia da Manchúria do Sul. Em seu retorno ao Japão, ele descobriu que o acordo era oposto pelos genrō e, portanto, não foi implementado.
Komura também se encontrou com representantes chineses em Pequim e assinou o Tratado de Pequim de dezembro de 1905, que transferiu os antigos direitos russos no sul da Manchúria para o Japão.
Por esses serviços, Komura foi condecorado com a Ordem das Flores de Paulownia em 1906 e foi nomeado membro do Conselho Privado.
De junho de 1906 a agosto de 1908, Komura serviu como embaixador na Grã-Bretanha e foi nomeado Cavaleiro Comandante da Ordem do Banho pelo Rei Eduardo VII e membro da Ordem Real Vitoriana. Em seu retorno a Tóquio, retomou o posto de ministro das relações exteriores na segunda administração Katsura e assinou o Acordo Root-Takahira com os Estados Unidos. Seu título de nobreza também foi elevado para Conde ("hakushaku") em 1907.
Komura também desempenhou um papel fundamental no Tratado de Anexação Japão-Coreia em 1910 e na conclusão de vários acordos internacionais em 1911 para restaurar a autonomia tarifária do Japão. Foi elevado ao título de Marquês ("koshaku") em 21 de abril de 1911.
Sofrendo de tuberculose em seus anos finais, Komura mudou-se para a estância balnear de Hayama na Prefeitura de Kanagawa, mas morreu da doença em 26 de novembro de 1911. Seu túmulo está no Cemitério Aoyama, Tóquio.

## Na cultura popular
Na obra semi-histórica de Ryōtarō Shiba Saka no Ue no Kumo, Komura herdou dívidas maciças de seu pai, com as quais teve dificuldade de pagamento. Como resultado, usou a mesma casaca desgastada por anos, independentemente da estação ou ocasião. Isso, combinado com sua baixa estatura e um bigode grande, levou ao apelido depreciativo de "o ministro rato" na comunidade diplomática no início de sua carreira. Na adaptação japonesa Taiga drama da obra de Shiba, o papel de Komura é interpretado pelo ator Naoto Takenaka.

## Honrarias
Do artigo na Wikipedia japonesa

### Nobrezas
- Barão - 7 de fevereiro de 1902
- Conde - 21 de setembro de 1907
- Marquês - 21 de abril de 1911

### Condecorações e patentes
- Ordem do Tesouro Sagrado, Terceira Classe (31 de outubro de 1895)
- Grã-Cruz da Ordem do Sol Nascente (27 de fevereiro de 1902; Segunda Classe: 21 de outubro de 1899)[12]
- Cavaleiro Honorário Grã-Cruz da Ordem de São Miguel e São Jorge (GCMG) - 8 de julho de 1905.[1][13]
- Grã-Cruz da Ordem das Flores de Paulownia - 1º de abril de 1906
- Cavaleiro Honorário Grã-Cruz da Ordem do Banho (GCB) - 1907.[1]
- Cavaleiro Honorário Grã-Cruz da Ordem Real Vitoriana (GCVO) - 7 de maio de 1907.[14]
- Segundo grau na ordem oficial de precedência - 26 de novembro de 1911 (póstumo)

Um Centro Internacional Memorial Komura foi construído em Nichinan, Miyazaki no antigo domínio Obi da família Komura em homenagem a Komura Jutarō e suas realizações na expansão das relações exteriores do Japão. Este memorial e museu está apresentado no site do Ministério da Terra, Infraestrutura, Transporte e Turismo para a ilha de Kyūshū.